# منطقه انحصاری اقتصادی

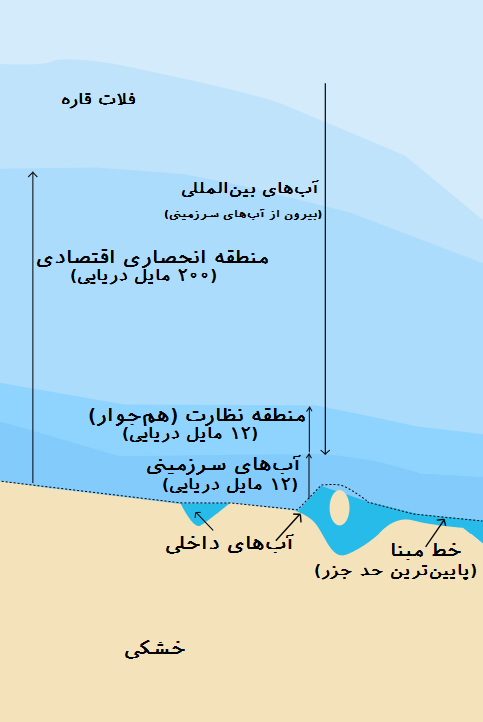
نقشه مناطق دریایی
از خط مبدأ به سمت ساحل: آب‌های داخلی
تا ۱۲ مایل دریایی دورتر از ساحل: آب‌های سرزمینی
۱۲ مایل دریایی دیگر پس از آن: منطقه همجوار
تا ۲۰۰ مایل دریایی دور از ساحل: منطقه انحصاری اقتصادی
فراتر از آب‌های سرزمینی: آب‌های آزاد

منطقه انحصاری اقتصادی بخشی از دریا در آن سوی آب‌های سرزمینی و منطقه مجاور آن است که حداکثر تا دویست مایل دریایی از ساحل ادامه پیدا می‌کند و دولت ساحلی از برخی حقوق حاکمیتی در آن برخوردار است.

## تعریف
به‌طور کلی دولت‌ها می‌توانند حداکثر ۲۰۰ مایل دریایی برابر با ۳۷۰ کیلومتر از خط مبدأ ساحل (پائین‌ترین حد جزر) را منطقه انحصاری اقتصادی خود اعلام کنند. استثنا در زمانی‌ست که فاصله دو کشور کمتر از ۴۰۰ مایل دریایی باشد. (مانند خلیج فارس و بیشتر نقاط اروپا) در این هنگام توافق در مورد مرز با کشورهای همسایه است که معمولاً با ترسیم خطی صورت می‌گیرد که از تمام نقاط ساحل هر دو طرف فاصله برابر داشته باشد.

## حقوق و تکالیف دولت ساحلی

مناطق دریایی در حقوق بین‌الملل

دولت ساحلی در این منطقه از حقوق حاکمیتی به منظور اکتشاف و بهره‌برداری، حفاظت و مدیریت منابع طبیعی بستر، زیربستر و آب‌های دریا برخوردار است. این منابع اعم از جانداران و منابع بی‌جان است.
دولت ساحلی همچنین می‌تواند صلاحیت خود را برای احداث جزایر مصنوعی، پژوهش‌های علمی و دریایی و حمایت و حفظ محیط زیست دریایی اعمال کند.
دولت ساحلی مالک منابع منطقه نیست بلکه مسئول حفظ آن‌هاست و می‌بایست میزان آبزیان مازاد بر صید خود را در اختیار کشورهای دیگر قرار دهد. همچنین مسئولیت تنظیم مقررات ماهیگیری کشتی‌های خارجی را دارد و بایستی منافع دولت‌هایی را که اتباعشان به‌طور سنتی در این منطقه به صید مشغول بوده‌اند در نظر گیرد. ضمن اینکه سایر کشورها از حق کشتیرانی آزاد، پرواز بر فراز این منطقه، مانورهای نظامی و احداث تأسیسات نظامی و نصب کابل‌های زیردریایی و لوله‌های نفتی بهره‌مندند.
داشتن منطقه انحصاری اقتصادی اختیاری است و برخلاف آب‌های سرزمینی و فلات قاره الزامی نیست. برای مثال بریتانیا تاکنون مدعی منطقه انحصاری اقتصادی نشده است.

## رتبه‌بندی بر اساس وسعت
این فهرست شامل قلمروی وابسته به همراه کشورهای اصلی (فهرست کشورهای مستقل) شامل مناطق غیرمسکونی است ولی قطب جنوب را در برنمی گیرد. EEZ+TIA شامل منطقه انحصاری اقتصادی (EEZ) به اضافه مجموع منطقه داخلی (TIA) که شامل سرزمین و آب‌های سرزمینی می‌باشد، هست.

مناطق اقتصادی انحصاری جهان که به رنگ آبی تیره نشان داده شده‌اند

| Rank | Country                | EEZ km2    | Shelf km2 | EEZ+TIA km2 |
| ---- | ---------------------- | ---------- | --------- | ----------- |
| ۱    | فرانسه                 | ۱۱٬۶۹۱٬۰۰۰ | ۳۸۹٬۴۲۲   | ۱۲٬۳۶۶٬۴۱۷  |
| ۲    | ایالات متحده آمریکا    | ۱۱٬۳۵۱٬۰۰۰ | ۲٬۱۹۳٬۵۲۶ | ۲۱٬۸۱۴٬۳۰۶  |
| ۳    | استرالیا               | ۸٬۵۰۵٬۳۴۸  | ۲٬۱۹۴٬۰۰۸ | ۱۶٬۱۹۷٬۴۶۴  |
| ۴    | روسیه                  | ۷٬۵۶۶٬۶۷۳  | ۳٬۸۱۷٬۸۴۳ | ۲۴٬۶۶۴٬۹۱۵  |
| ۵    | بریتانیا               | ۶٬۸۰۵٬۵۸۶  | ۷۲۲٬۸۹۱   | ۷٬۰۴۸٬۴۸۶   |
| ۶    | اندونزی                | ۶٬۱۵۹٬۰۳۲  | ۲٬۰۳۹٬۳۸۱ | ۸٬۰۶۳٬۶۰۱   |
| ۷    | کانادا                 | ۵٬۵۹۹٬۰۷۷  | ۲٬۶۴۴٬۷۹۵ | ۱۵٬۶۰۷٬۰۷۷  |
| ۸    | ژاپن                   | ۴٬۴۷۹٬۳۸۸  | ۴۵۴٬۹۷۶   | ۴٬۸۵۷٬۳۱۸   |
| ۹    | نیوزیلند               | ۴٬۰۸۳٬۷۴۴  | ۲۷۷٬۶۱۰   | ۴٬۳۵۲٬۴۲۴   |
| ۱۰   | شیلی                   | ۳٬۶۸۱٬۹۸۹  | ۲۵۲٬۹۴۷   | ۴٬۴۳۱٬۳۸۱   |
| ۱۱   | برزیل                  | ۳٬۶۶۰٬۹۵۵  | ۷۷۴٬۵۶۳   | ۱۲٬۱۷۵٬۸۳۲  |
| ۱۲   | کیریباتی               | ۳٬۴۴۱٬۸۱۰  | ۷٬۵۲۳     | ۳٬۴۴۲٬۵۳۶   |
| ۱۳   | مکزیک                  | ۳٬۲۶۹٬۳۸۶  | ۴۱۹٬۱۰۲   | ۵٬۱۴۱٬۹۶۸   |
| ۱۴   | ایالات فدرال میکرونزی  | ۲٬۹۹۶٬۴۱۹  | ۱۹٬۴۰۳    | ۲٬۹۹۷٬۱۲۱   |
| ۱۵   | دانمارک                | ۲٬۵۵۱٬۲۳۸  | ۴۹۵٬۶۵۷   | ۴٬۷۶۱٬۸۱۱   |
| ۱۶   | پاپوآ گینه نو          | ۲٬۴۰۲٬۲۸۸  | ۱۹۱٬۲۵۶   | ۲٬۸۶۵٬۱۲۸   |
| ۱۷   | نروژ                   | ۲٬۳۸۵٬۱۷۸  | ۴۳۴٬۰۲۰   | ۲٬۷۷۰٬۴۰۴   |
| ۱۸   | هند                    | ۲٬۳۰۵٬۱۴۳  | ۴۰۲٬۹۹۶   | ۵٬۵۹۲٬۴۰۶   |
| ۱۹   | جزایر مارشال           | ۱٬۹۹۰٬۵۳۰  | ۱۸٬۴۱۱    | ۱٬۹۹۰٬۷۱۱   |
| ۲۰   | پرتغال                 | ۱٬۷۲۷٬۴۰۸  | ~۲۸٬۰۰۰   | ۱٬۸۱۹٬۴۹۸   |
| ۲۱   | فیلیپین                | ۱٬۵۹۰٬۷۸۰  | ۲۷۲٬۹۲۱   | ۱٬۸۹۰٬۷۸۰   |
| ۲۲   | جزایر سلیمان           | ۱٬۵۸۹٬۴۷۷  | ۳۶٬۲۸۲    | ۱٬۶۱۸٬۳۷۳   |
| ۲۳   | آفریقای جنوبی          | ۱٬۵۳۵٬۵۳۸  | ۱۵۶٬۳۳۷   | ۲٬۷۵۶٬۵۷۵   |
| ۲۴   | سیشل                   | ۱٬۳۳۶٬۵۵۹  | ۳۹٬۰۶۳    | ۱٬۳۳۷٬۰۱۴   |
| ۲۵   | موریس                  | ۱٬۲۸۴٬۹۹۷  | ۲۹٬۰۶۱    | ۱٬۲۸۷٬۰۳۷   |
| ۲۶   | فیجی                   | ۱٬۲۸۲٬۹۷۸  | ۴۷٬۷۰۵    | ۱٬۳۰۱٬۲۵۰   |
| ۲۷   | ماداگاسکار             | ۱٬۲۲۵٬۲۵۹  | ۱۰۱٬۵۰۵   | ۱٬۸۱۲٬۳۰۰   |
| ۲۸   | آرژانتین               | ۱٬۱۵۹٬۰۶۳  | ۸۵۶٬۳۴۶   | 3,939,463   |
| ۲۹   | اکوادور                | ۱٬۰۷۷٬۲۳۱  | ۴۱٬۰۳۴    | ۱٬۳۳۳٬۶۰۰   |
| ۳۰   | اسپانیا                | ۱٬۰۳۹٬۲۳۳  | ۷۷٬۹۲۰    | ۱٬۵۴۵٬۲۲۵   |
| ۳۱   | مالدیو                 | ۹۲۳٬۳۲۲    | ۳۴٬۵۳۸    | ۹۲۳٬۶۲۲     |
| ۳۲   | پرو                    | ۹۰۶٬۴۵۴    | ۸۲٬۰۰۰    | ۲٬۱۹۱٬۶۷۰   |
| ۳۳   | چین                    | ۸۷۷٬۰۱۹    | ۲۳۱٬۳۴۰   | ۱۰٬۴۷۳٬۹۸۰  |
| ۳۴   | سومالی                 | ۸۲۵٬۰۵۲    | ۵۵٬۸۹۵    | ۱٬۴۶۲٬۷۰۹   |
| ۳۵   | کلمبیا                 | ۸۰۸٬۱۵۸    | ۵۳٬۶۹۱    | ۱٬۹۴۹٬۹۰۶   |
| ۳۶   | کیپ ورد                | ۸۰۰٬۵۶۱    | ۵٬۵۹۱     | ۸۰۴٬۵۹۴     |
| ۳۷   | ایسلند                 | ۷۵۱٬۳۴۵    | ۱۰۸٬۰۱۵   | ۸۵۴٬۳۴۵     |
| ۳۸   | تووالو                 | ۷۴۹٬۷۹۰    | ۳٬۵۷۵     | ۷۴۹٬۸۱۶     |
| ۳۹   | وانواتو                | ۶۶۳٬۲۵۱    | ۱۱٬۴۸۳    | ۶۷۵٬۴۴۰     |
| ۴۰   | تونگا                  | ۶۵۹٬۵۵۸    | ۸٬۵۱۷     | ۶۶۰٬۳۰۵     |
| ۴۱   | باهاما                 | ۶۵۴٬۷۱۵    | ۱۰۶٬۳۲۳   | ۶۶۸٬۶۵۸     |
| ۴۲   | پالائو                 | ۶۰۳٬۹۷۸    | ۲٬۸۳۷     | ۶۰۴٬۴۳۷     |
| ۴۳   | موزامبیک               | ۵۷۸٬۹۸۶    | ۹۴٬۲۱۲    | ۱٬۳۸۰٬۵۷۶   |
| ۴۴   | مراکش                  | ۵۷۵٬۲۳۰    | ۱۱۵٬۱۵۷   | ۱٬۲۸۷٬۷۸۰   |
| ۴۵   | کاستاریکا              | ۵۷۴٬۷۲۵    | ۱۹٬۵۸۵    | ۶۲۵٬۸۲۵     |
| ۴۶   | نامیبیا                | ۵۶۴٬۷۴۸    | ۸۶٬۶۹۸    | ۱٬۳۸۸٬۸۶۴   |
| ۴۷   | یمن                    | ۵۵۲٬۶۶۹    | ۵۹٬۲۲۹    | ۱٬۰۸۰٬۶۳۷   |
| ۴۸   | ایتالیا                | ۵۴۱٬۹۱۵    | ۱۱۶٬۸۳۴   | ۸۴۳٬۲۵۱     |
| ۴۹   | عمان                   | ۵۳۳٬۱۸۰    | ۵۹٬۰۷۱    | ۸۴۲٬۶۸۰     |
| ۵۰   | میانمار                | ۵۳۲٬۷۷۵    | ۲۲۰٬۳۳۲   | ۱٬۲۰۹٬۳۵۳   |
| ۵۱   | سری‌لانکا               | ۵۳۲٬۶۱۹    | ۳۲٬۴۵۳    | ۵۹۸٬۲۲۹     |
| ۵۲   | آنگولا                 | ۵۱۸٬۴۳۳    | ۴۸٬۰۹۲    | ۱٬۷۶۵٬۱۳۳   |
| ۵۳   | یونان                  | ۵۰۵٬۵۷۲    | ۸۱٬۴۵۱    | ۶۳۷٬۵۲۹     |
| ۵۴   | کره جنوبی              | ۴۷۵٬۴۶۹    | ۲۹۲٬۵۲۲   | ۵۷۵٬۴۶۹     |
| ۵۵   | ونزوئلا                | ۴۷۱٬۵۰۷    | ۹۸٬۵۰۰    | ۱٬۳۸۷٬۹۵۰   |
| ۵۶   | ویتنام                 | ۴۱۷٬۶۶۳    | ۳۶۵٬۱۹۸   | ۷۴۸٬۸۷۵     |
| ۵۷   | جمهوری ایرلند          | ۴۱۰٬۳۱۰    | ۱۳۹٬۹۳۵   | ۴۸۰٬۵۸۳     |
| ۵۸   | لیبی                   | ۳۵۱٬۵۸۹    | ۶۴٬۷۶۳    | ۲٬۱۱۱٬۱۲۹   |
| ۵۹   | کوبا                   | ۳۵۰٬۷۵۱    | ۶۱٬۵۲۵    | ۴۶۰٬۶۳۷     |
| ۶۰   | پاناما                 | ۳۳۵٬۶۴۶    | ۵۳٬۴۰۴    | ۴۱۱٬۱۶۳     |
| ۶۱   | مالزی                  | ۳۳۴٬۶۷۱    | ۳۲۳٬۴۱۲   | ۶۶۵٬۴۷۴     |
| ۶۲   | نائورو                 | ۳۰۸٬۴۸۰    | ۴۱        | ۳۰۸٬۵۰۱     |
| ۶۳   | گینه استوایی           | ۳۰۳٬۵۰۹    | ۷٬۸۲۰     | ۳۳۱٬۵۶۰     |
| ۶۴   | تایلند                 | ۲۹۹٬۳۹۷    | ۲۳۰٬۰۶۳   | ۸۱۲٬۵۱۷     |
| ۶۵   | پاکستان                | ۲۹۰٬۰۰۰    | ۵۱٬۳۸۳    | ۱٬۱۱۷٬۹۱۱   |
| ۶۶   | مصر                    | ۲۶۳٬۴۵۱    | ۶۱٬۵۹۱    | ۱٬۲۶۵٬۴۵۱   |
| ۶۷   | ترکیه                  | ۲۶۱٬۶۵۴    | ۵۶٬۰۹۳    | ۱٬۰۴۵٬۲۱۶   |
| ۶۸   | جامائیکا               | ۲۵۸٬۱۳۷    | ۹٬۸۰۲     | ۲۶۹٬۱۲۸     |
| ۶۹   | جمهوری دومینیکن        | ۲۵۵٬۸۹۸    | ۱۰٬۷۳۸    | ۳۰۴٬۵۶۹     |
| ۷۰   | لیبریا                 | ۲۴۹٬۷۳۴    | ۱۷٬۷۱۵    | ۳۶۱٬۱۰۳     |
| ۷۱   | هندوراس                | ۲۴۹٬۵۴۲    | ۶۸٬۷۱۸    | ۳۶۲٬۰۳۴     |
| ۷۲   | تانزانیا               | ۲۴۱٬۸۸۸    | ۲۵٬۶۱۱    | ۱٬۱۸۶٬۹۷۵   |
| ۷۳   | غنا                    | ۲۳۵٬۳۴۹    | ۲۲٬۵۰۲    | ۴۷۳٬۸۸۸     |
| ۷۴   | عربستان سعودی          | ۲۲۸٬۶۳۳    | ۱۰۷٬۲۴۹   | ۲٬۳۷۸٬۳۲۳   |
| ۷۵   | نیجریه                 | ۲۱۷٬۳۱۳    | ۴۲٬۲۸۵    | ۱٬۱۴۱٬۰۸۱   |
| ۷۶   | سیرالئون               | ۲۱۵٬۶۱۱    | ۲۸٬۶۲۵    | ۲۸۷٬۳۵۱     |
| ۷۷   | گابن                   | ۲۰۲٬۷۹۰    | ۳۵٬۰۲۰    | ۴۷۰٬۴۵۸     |
| ۷۸   | باربادوس               | ۱۸۶٬۸۹۸    | ۴۲۶       | ۱۸۷٬۳۲۸     |
| ۷۹   | ساحل عاج               | ۱۷۶٬۲۵۴    | ۱۰٬۱۷۵    | ۴۹۸٬۷۱۷     |
| ۸۰   | ایران                  | ۱۶۸٬۷۱۸    | ۱۱۸٬۶۹۳   | ۱٬۷۹۷٬۴۶۸   |
| ۸۱   | موریتانی               | ۱۶۵٬۳۳۸    | ۳۱٬۶۶۲    | ۱٬۱۹۰٬۸۵۸   |
| ۸۲   | کومور                  | ۱۶۳٬۷۵۲    | ۱٬۵۲۶     | ۱۶۵٬۹۸۷     |
| ۸۳   | سوئد                   | ۱۶۰٬۸۸۵    | ۱۵۴٬۶۰۴   | ۶۰۲٬۲۵۵     |
| ۸۴   | سنگال                  | ۱۵۸٬۸۶۱    | ۲۳٬۰۹۲    | ۳۵۵٬۵۸۳     |
| ۸۵   | هلند                   | ۱۵۴٬۰۱۱    | ۷۷٬۲۴۶    | ۱۹۲٬۳۴۵     |
| ۸۶   | اوکراین                | ۱۴۷٬۳۱۸    | ۷۹٬۱۴۲    | ۷۵۰٬۸۱۸     |
| ۸۷   | اروگوئه                | ۱۴۲٬۱۶۶    | ۷۵٬۳۲۷    | ۳۱۸٬۳۸۱     |
| ۸۸   | گویان                  | ۱۳۷٬۷۶۵    | ۵۰٬۵۷۸    | ۳۵۲٬۷۳۴     |
| ۸۹   | کره شمالی              | ۱۳۲٬۸۲۶    | ۵۴٬۵۶۶    | ۲۵۳٬۳۶۴     |
| ۹۰   | سائوتومه و پرنسیپ      | ۱۳۱٬۳۹۷    | ۱٬۹۰۲     | ۱۳۲٬۳۶۱     |
| ۹۱   | ساموآ                  | ۱۲۷٬۹۵۰    | ۲٬۰۸۷     | ۱۳۰٬۷۸۱     |
| ۹۲   | سورینام                | ۱۲۷٬۷۷۲    | ۵۳٬۶۳۱    | ۲۹۱٬۵۹۲     |
| ۹۳   | هائیتی                 | ۱۲۶٬۷۶۰    | ۶٬۶۸۳     | ۱۵۴٬۵۱۰     |
| ۹۴   | الجزایر                | ۱۲۶٬۳۵۳    | ۹٬۹۸۵     | ۲٬۵۰۸٬۰۹۴   |
| ۹۵   | نیکاراگوئه             | ۱۲۳٬۸۸۱    | ۷۰٬۸۷۴    | ۲۵۴٬۲۵۴     |
| ۹۶   | گینه بیسائو            | ۱۲۳٬۷۲۵    | ۳۹٬۳۳۹    | ۱۵۹٬۸۵۰     |
| ۹۷   | کنیا                   | ۱۱۶٬۹۴۲    | ۱۱٬۰۷۳    | ۶۹۷٬۳۰۹     |
| ۹۸   | گواتمالا               | ۱۱۴٬۱۷۰    | ۱۴٬۴۲۲    | ۲۲۳٬۰۵۹     |
| ۹۹   | آنتیگوآ و باربودا      | ۱۱۰٬۰۸۹    | ۴٬۱۲۸     | ۱۱۰٬۵۳۱     |
| ۱۰۰  | تونس                   | ۱۰۱٬۸۵۷    | ۶۷٬۱۲۶    | ۲۶۵٬۴۶۷     |
| ۱۰۱  | قبرس                   | ۹۸٬۷۰۷     | ۴٬۰۴۲     | ۱۰۷٬۹۵۸     |
| ۱۰۳  | السالوادور             | ۹۰٬۹۶۲     | ۱۶٬۸۵۲    | ۱۱۲٬۰۰۳     |
| ۱۰۳  | فنلاند                 | ۸۷٬۱۷۱     | ۸۵٬۱۰۹    | ۴۲۵٬۵۹۰     |
| ۱۰۴  | بنگلادش                | ۸۶٬۳۹۲     | ۶۶٬۴۳۸    | ۲۳۰٬۳۹۰     |
| ۱۰۵  | تایوان                 | ۸۳٬۲۳۱     | ۴۳٬۰۱۶    | ۱۱۹٬۴۱۹     |
| ۱۰۶  | اریتره                 | ۷۷٬۷۲۸     | ۶۱٬۸۱۷    | ۱۹۵٬۳۲۸     |
| ۱۰۷  | ترینیداد و توباگو      | ۷۴٬۱۹۹     | ۲۵٬۲۸۴    | ۷۹٬۳۲۹      |
| ۱۰۸  | تیمور شرقی             | ۷۰٬۳۲۶     | ۲۵٬۶۴۸    | ۸۵٬۲۰۰      |
| ۱۰۹  | سودان                  | ۶۸٬۱۴۸     | ۱۹٬۸۲۷    | ۱٬۹۵۴٬۲۱۶   |
| ۱۱۰  | کامبوج                 | ۶۲٬۵۱۵     | ۶۲٬۵۱۵    | ۲۴۳٬۵۵۰     |
| ۱۱۱  | گینه                   | ۵۹٬۴۲۶     | ۴۴٬۷۵۵    | ۳۰۵٬۲۸۳     |
| ۱۱۲  | کرواسی                 | ۵۹٬۰۳۲     | ۵۰٬۲۷۷    | ۱۱۵٬۶۲۶     |
| ۱۱۳  | امارات متحده عربی      | ۵۸٬۲۱۸     | ۵۷٬۴۷۴    | ۱۴۱٬۸۱۸     |
| ۱۱۴  | آلمان                  | ۵۷٬۴۸۵     | ۵۷٬۴۸۵    | ۴۱۴٬۵۹۹     |
| ۱۱۵  | مالت                   | ۵۴٬۸۲۳     | ۵٬۳۰۱     | ۵۵٬۱۳۹      |
| ۱۱۶  | استونی                 | ۳۶٬۹۹۲     | ۳۶٬۹۹۲    | ۸۲٬۲۱۹      |
| ۱۱۷  | سنت وینسنت و گرنادین‌ها | ۳۶٬۳۰۲     | ۱٬۵۶۱     | ۳۶٬۶۹۱      |
| ۱۱۸  | بلیز                   | ۳۵٬۳۵۱     | ۱۳٬۱۷۸    | ۵۸٬۳۱۷      |
| ۱۱۹  | بلغارستان              | ۳۴٬۳۰۷     | ۱۰٬۴۲۶    | ۱۴۵٬۱۸۶     |
| ۱۲۰  | بنین                   | ۳۳٬۲۲۱     | ۲٬۷۲۱     | ۱۴۵٬۸۴۳     |
| ۱۲۱  | قطر                    | ۳۱٬۵۹۰     | ۳۱٬۵۹۰    | ۴۳٬۱۷۶      |
| ۱۲۲  | جمهوری کنگو            | ۳۱٬۰۱۷     | ۷٬۹۸۲     | ۳۷۳٬۰۱۷     |
| ۱۲۳  | لهستان                 | ۲۹٬۷۹۷     | ۲۹٬۷۹۷    | ۳۴۲٬۴۸۲     |
| ۱۲۴  | دومینیکا               | ۲۸٬۹۸۵     | ۶۵۹       | ۲۹٬۷۳۶      |
| ۱۲۵  | لتونی                  | ۲۸٬۴۵۲     | ۲۷٬۷۷۲    | ۹۳٬۰۱۱      |
| ۱۲۶  | گرنادا                 | ۲۷٬۴۲۶     | ۲٬۲۳۷     | ۲۷٬۷۷۰      |
| ۱۲۷  | اسرائیل                | ۲۶٬۳۵۲     | ۳٬۷۴۵     | ۴۸٬۴۲۴      |
| ۱۲۸  | رومانی                 | ۲۳٬۶۲۷     | ۱۹٬۳۰۳    | ۲۶۲٬۰۱۸     |
| ۱۲۹  | گامبیا                 | ۲۳٬۱۱۲     | ۵٬۵۸۱     | ۳۴٬۴۰۷      |
| ۱۳۰  | گرجستان                | ۲۱٬۹۴۶     | ۳٬۲۴۳     | ۹۱٬۶۴۶      |
| ۱۳۱  | لبنان                  | ۱۹٬۵۱۶     | ۱٬۰۶۷     | ۲۹٬۹۶۸      |
| ۱۳۲  | کامرون                 | ۱۶٬۵۴۷     | ۱۱٬۴۲۰    | ۴۹۱٬۹۸۹     |
| ۱۳۳  | سنت لوسیا              | ۱۵٬۶۱۷     | ۵۴۴       | ۱۶٬۱۵۶      |
| ۱۳۴  | آلبانی                 | ۱۳٬۶۹۱     | ۶٬۹۷۹     | ۴۲٬۴۳۹      |
| ۱۳۵  | توگو                   | ۱۲٬۰۴۵     | ۱٬۲۶۵     | ۶۸٬۸۳۰      |
| ۱۳۶  | کویت                   | ۱۱٬۰۲۶     | ۱۱٬۰۲۶    | ۲۸٬۸۴۴      |
| ۱۳۷  | سوریه                  | ۱۰٬۵۰۳     | ۱٬۰۸۵     | ۱۹۵٬۶۸۳     |
| ۱۳۸  | بحرین                  | ۱۰٬۲۲۵     | ۱۰٬۲۲۵    | ۱۰٬۹۷۵      |
| ۱۳۹  | برونئی                 | ۱۰٬۰۹۰     | ۸٬۵۰۹     | ۱۵٬۸۵۵      |
| ۱۴۰  | سنت کیتس و نویس        | ۹٬۹۷۴      | ۶۵۳       | ۱۰٬۲۳۵      |
| ۱۴۱  | مونته‌نگرو              | ۷٬۷۴۵      | ۳٬۸۹۶     | ۲۱٬۵۵۷      |
| ۱۴۲  | جیبوتی                 | ۷٬۴۵۹      | ۳٬۱۸۷     | ۳۰٬۶۵۹      |
| ۱۴۳  | لیتوانی                | ۷٬۰۳۱      | ۷٬۰۳۱     | ۷۲٬۳۳۱      |
| ۱۴۴  | بلژیک                  | ۳٬۴۴۷      | ۳٬۴۴۷     | ۳۳٬۹۷۵      |
| ۱۴۵  | جمهوری دموکراتیک کنگو  | ۱٬۶۰۶      | ۱٬۵۹۳     | ۲٬۳۴۶٬۴۶۴   |
| ۱۴۶  | سنگاپور                | ۱٬۰۶۷      | ۱٬۰۶۷     | ۱٬۷۷۲       |
| ۱۴۷  | عراق                   | ۷۷۱        | ۷۷۱       | ۴۳۹٬۰۸۸     |
| ۱۴۸  | موناکو                 | ۲۸۸        | ۲         | ۲۹۰         |
| ۱۴۹  | اسلوونی                | ۲۲۰        | ۲۲۰       | ۲۰٬۴۹۳      |
| ۱۵۰  | اردن                   | ۱۶۶        | ۵۹        | ۸۹٬۵۰۸      |
| ۱۵۱  | بوسنی و هرزگوین        | ۵۰         | ۵۰        | ۵۱٬۲۵۹      |
| ۱۵۲  | قزاقستان               |            |           | ۲٬۷۲۴٬۹۰۰   |
| ۱۵۳  | مغولستان               |            |           | ۱٬۵۶۴٬۱۰۰   |
| ۱۵۴  | چاد                    |            |           | ۱٬۲۸۴٬۰۰۰   |
| ۱۵۵  | نیجر                   |            |           | ۱٬۲۶۷٬۰۰۰   |
| ۱۵۶  | مالی                   |            |           | ۱٬۲۴۰٬۱۹۲   |
| ۱۵۷  | اتیوپی                 |            |           | ۱٬۱۰۴٬۳۰۰   |
| ۱۵۸  | بولیوی                 |            |           | ۱٬۰۹۸٬۵۸۱   |
| ۱۵۹  | زامبیا                 |            |           | ۷۵۲٬۶۱۲     |
| ۱۶۰  | افغانستان              |            |           | ۶۵۲٬۰۹۰     |
| ۱۶۱  | جمهوری آفریقای مرکزی   |            |           | ۶۲۲٬۹۸۴     |
| ۱۶۲  | سودان جنوبی            |            |           | ۶۱۹٬۷۴۵     |
| ۱۶۳  | بوتسوانا               |            |           | ۵۸۲٬۰۰۰     |
| ۱۶۴  | ترکمنستان              |            |           | ۴۸۸٬۱۰۰     |
| ۱۶۵  | ازبکستان               |            |           | ۴۴۷٬۴۰۰     |
| ۱۶۶  | پاراگوئه               |            |           | ۴۰۶٬۷۵۲     |
| ۱۶۷  | زیمبابوه               |            |           | ۳۹۰٬۷۵۷     |
| ۱۶۸  | بورکینافاسو            |            |           | ۲۷۴٬۲۲۲     |
| ۱۶۹  | اوگاندا                |            |           | ۲۴۱٬۰۳۸     |
| ۱۷۰  | لائوس                  |            |           | ۲۳۶٬۸۰۰     |
| ۱۷۱  | بلاروس                 |            |           | ۲۰۷٬۶۰۰     |
| ۱۷۲  | قرقیزستان              |            |           | ۱۹۹٬۹۵۱     |
| ۱۷۳  | نپال                   |            |           | ۱۴۷٬۱۸۱     |
| ۱۷۴  | تاجیکستان              |            |           | ۱۴۳٬۱۰۰     |
| ۱۷۵  | مالاوی                 |            |           | ۱۱۸٬۴۸۴     |
| ۱۷۶  | مجارستان               |            |           | ۹۳٬۰۲۸      |
| ۱۷۷  | جمهوری آذربایجان       |            |           | ۸۶٬۶۰۰      |
| ۱۷۸  | اتریش                  |            |           | ۸۳٬۸۷۱      |
| ۱۷۹  | جمهوری چک              |            |           | ۷۸٬۸۶۷      |
| ۱۸۰  | صربستان                |            |           | ۷۷٬۴۷۴      |
| ۱۸۱  | اسلواکی                |            |           | ۴۹٬۰۳۵      |
| ۱۸۲  | سوئیس                  |            |           | ۴۱٬۲۸۴      |
| ۱۸۳  | بوتان (کشور)           |            |           | ۳۸٬۳۹۴      |
| ۱۸۴  | مولدووا                |            |           | ۳۳٬۸۴۶      |
| ۱۸۵  | لسوتو                  |            |           | ۳۰٬۳۵۵      |
| ۱۸۶  | ارمنستان               |            |           | ۲۹٬۷۴۳      |
| ۱۸۷  | بوروندی                |            |           | ۲۷٬۸۳۴      |
| ۱۸۸  | رواندا                 |            |           | ۲۶٬۳۳۸      |
| ۱۸۹  | مقدونیه شمالی          |            |           | ۲۵٬۷۱۳      |
| ۱۹۰  | اسواتینی               |            |           | ۱۷٬۳۶۴      |
| ۱۹۱  | کوزوو[a]               |            |           | ۱۰٬۸۸۷      |
| ۱۹۲  | لوکزامبورگ             |            |           | ۲٬۵۸۶       |
| ۱۹۳  | آندورا                 |            |           | ۴۶۸         |
| ۱۹۴  | لیختن‌اشتاین            |            |           | ۱۶۰         |
| ۱۹۵  | سان مارینو             |            |           | ۶۱          |
| ۱۹۶  | واتیکان                |            |           | ۰٫۴۴        |

### هند

India's exclusive economic zones

- Mainland India and Lakshadweep, 1,641,514 km2
- Andaman and Nicobar Islands, 663,629 km2
- Total: 2,305,143 km2

India is currently seeking to extend its EEZ to 350 miles.

### فرانسه
| Region                                | EEZ & TW Area (km2) | Land area | Total      |
| ------------------------------------- | ------------------- | --------- | ---------- |
| فرانسه(خاک اروپا)                     | ۳۳۴٬۶۰۴             | ۵۵۱٬۶۹۵   | ۸۸۶٬۲۹۹    |
| گویان فرانسه                          | ۱۳۳٬۹۴۹             | ۸۳٬۸۴۶    | ۲۱۷٬۷۹۵    |
| جزیره گوادلوپ                         | ۹۵٬۹۷۸              | ۱٬۶۲۸     | ۹۷٬۶۰۶     |
| مارتینیک                              | ۴۷٬۶۴۰              | ۱٬۱۲۸     | ۴۸٬۷۶۸     |
| رئونیون                               | ۳۱۵٬۰۵۸             | ۲٬۵۱۲     | ۳۱۷٬۵۷۰    |
| پلی‌نزی فرانسه                         | ۴٬۷۶۷٬۲۴۲           | ۴٬۱۶۷     | ۴٬۷۷۱٬۴۰۹  |
| سنت پیر و ماژلان                      | ۱۲٬۳۳۴              | ۲۴۲       | ۱۲٬۵۷۶     |
| مایوت                                 | ۶۳٬۰۷۸              | ۳۷۶       | ۶۳٬۴۵۴     |
| والیس و فوتونا                        | ۲۵۸٬۲۶۹             | ۲۶۴       | ۲۵۸٬۵۳۳    |
| سنت مارتین                            | ۱٬۰۰۰               | ۵۳        | ۱٬۰۵۳      |
| سنت بارثلمی                           | ۴٬۰۰۰               | ۲۱        | ۴٬۰۲۱      |
| کالدونیای جدید                        | ۱٬۴۲۲٬۵۴۳           | ۱۸٬۵۷۵    | ۱٬۴۴۱٬۱۱۸  |
| جزیره کلیپرتون                        | ۴۳۱٬۲۶۳             | ۶         | ۴۳۱٬۲۶۹    |
| Crozet Islands                        | ۵۷۴٬۵۵۸             | ۳۵۲       | ۵۷۴٬۹۱۰    |
| Kerguelen Islands                     | ۵۶۷٬۷۳۲             | ۷٬۲۱۵     | ۵۷۴٬۹۴۷    |
| Saint Paul and Amsterdam Islands      | ۵۰۹٬۰۱۵             | ۶۶        | ۵۰۹٬۰۸۱    |
| Scattered islands in the Indian Ocean | ۳۵۲٬۱۱۷             | ۴۴        | ۳۵۲٬۱۶۱    |
| Tromelin Island                       | ۲۷۰٬۴۵۵             | ۱         | ۲۷۰٬۴۵۶    |
| Total                                 | ۱۱٬۶۹۱٬۰۰۰          | ۶۷۵٬۴۱۷   | ۱۲٬۳۶۶٬۴۱۷ |